# 激戦モンテカシノ
激戦モンテカシノ（げきせんモンテカシノ、ドイツ語: Die grünen Teufel von Monte Cassino）は、1958年に公開されたドイツ・フランス合作の戦争映画。
監督ハラルト・ラインル。出演ディーター・エップラー、ヨアヒム・フックスベルガー、アンチエ・ゲールク、エヴァルト・バルザー。

## あらすじ
1943年夏、独軍第一降下師団のカール・クリスチャンゼンは、南フランスのアビニョンで行われた訓練中のケガのため、野戦病院に入院する。カールの見舞いに来たライター中尉は、病院でムンクラー軍医と看護婦のインゲと出会う。早速ライターはインゲにデートを申し込むも、当のインゲはカールが好きだったため、振られてしまう。
連合軍がイタリアに進攻するにあたり、降下師団はシチリアへと移る。独軍司令部のハイデンライヒ将軍はモンテ・カシノ僧院での迎撃作戦を立てる。ところでこの僧院には避難民が多く詰めており、その中にはレジスタンスであるジナとファウストの姉弟も紛れ込んでいた。一方、この僧院には各地から多数の美術品も疎開しており、独軍のシュレーゲル中佐は美術品保護の観点からローマ法王庁に送り込みたいと思い、軍司令部に無断でトラックの手配をし、僧院側も了承する。やがて、これは軍司令部の知るところとなるも、将軍も中佐に協力する。
その後、カールは美術品を運ぶトラックの護衛の任務に就く中、薬品受け取りのためローマに向かっていたインゲと再会する。
道中、一行はレジスタンスの襲撃を受け、カールはライターからファウストの銃殺を命じられるが、カールはファウストを見逃す。
ファウストも、軍の真意を知り、ローマまでおとなしくしていた。
一行がローマについた後、モンテ・カシノ僧院は戦火に巻き込まれ、ライターも死ぬ。

## キャスト
| 役名             | 俳優                       | 日本語吹替 |
| 役名             | 俳優                       | 日本テレビ版 |
| ---------------- | -------------------------- | --- |
| ライター中尉     | ヨアヒム・フックスベルガー | 風祭修一 |
| インゲ           | アンチエ・ゲールク         | 武藤礼子 |
| シュレーゲル中佐 | エヴァルト・バルザー       | 田村錦人 |
| ジーナ           | エルマ・カルロワ           | 山崎左度子 |
| カルル           | ディーター・エップラー     | 愛川欽也 |
| ヘレーネ         | アグネス・ローラン         | 野村道子 |
| 司令官           | カール・ワリー             | 若山弦蔵 |
| グライネルト     | ヴォルフガング・ヴァール   | 雨森雅司 |
| エマヌエル神父   | アルミン・ダーレン         | 依田英二 |
| フーゴ           | ハラルド・ユンケ           | 大塚周夫 |
| ファウスト       | ヤン・ヘンドリックス       | 仙波和之 |
| ツイラート少佐   | アルベルト・ヒーン         | 小林和夫 |
| フリードリヒ     | ハンス・セイツ             | 宮部昭夫 |
| ナレーション     | N/A                        | 水島晋 |
| 不明 その他      |                            | 天津敏 大宮悌二 蔭山昌夫 家弓家正 香山裕 宮田光 小林修 和田啓 柏原玲子 肝付兼太 青野武 千葉耕市 藤岡琢也 小池明義 木村幌 関登美雄 城山堅 |
|                  |                            | |
| 演出             | 演出                       | 好川純 |
| 翻訳             | 翻訳                       | 畑山次郎 |
| 効果             |                            | |
| 調整             |                            | |
| 制作             | 制作                       | 東京プロモーション |
| 解説             |                            | |
| 初回放送         |                            | |